# 安托宁·萨波托斯基
安托宁·萨波托斯基（捷克語：Antonín Zápotocký；1884年12月19日—1957年11月13日），捷克斯洛伐克共产党早期领导人之一。捷克斯洛伐克总理（1948年—1953年），总统兼全国武装力量总司令（1953年—1957年）。

## 生平
1884年12月出生在克拉德諾縣附近的扎科兰尼村。他的父亲拉迪斯拉夫是工人运动活动家，捷克社会民主党创始人之一。
他早年做过石匠。16岁时加入社会民主青年联盟。1907年被调到克拉德諾，担任社会民主党地方组织和职工会的书记。1912年当选为克拉德诺市议会议员。
第一次世界大战期间，他应征入奥匈帝国军队服役。在俄国革命的影响下，他组织并领导了社会民主党的左派，并参加了共产国际代表大会。1920年，他参与了12月大罢工，失败后被捕入狱。1921年5月，社会民主党的左派秘密成立捷克斯洛伐克共产党。
1922年获释出狱后，萨波托斯基被选为共产党总书记。1925年入选国会议员，得以参加公开斗争。1929年至1939年，他一直担任红色职工会总书记。在1929年开始的资本主义世界经济大危机时期，他多次成功领导总罢工。
1939年，英法政府通过慕尼黑协定，将捷克斯洛伐克卖给了希特勒。萨波托斯基在此期间领导共产党地下工作，组织人民进行斗争。最终不幸被捕，在萨克森豪森集中营囚禁了5年，直到1945年苏联红军解放捷克斯洛伐克全境。
解放后，萨波托斯基积极参加捷克斯洛伐克共和国的社会主义建设。1945年6月当选为“革命工会运动”主席。1948年2月事件期间维护共产党利益，在同年6月新成立的政府中出任副总理。1953年3月，在哥特瓦尔德逝世后，萨波托斯基当选为总统。
1957年11月4日因心脏血管栓塞症住院。布拉格时间11月13日凌晨3时发生严重的血液循环衰竭，无法挽救，到5时逝世。